# Sam Hanks
Sam Hanks (ur. 13 lipca 1914 w Columbus, zm. 27 czerwca 1994 w Los Angeles) – amerykański kierowca wyścigowy.
Pierwsze mistrzostwa wygrał w 1937 roku w serii AMA. W 1940 roku wygrał mistrzostwa VFW Motor City Speedway. W 1946 roku wygrał zawody URA Blue Circuit Championship, a rok później - "Night before the 500".
W 1957 roku, po 13 próbie, wygrał zawody Indianapolis 500. W latach 1958–1963 w zawodach tych był kierowcą pace cara.

## Nagrody
- 1984 - wpis do National Midget Auto Racing Hall of Fame
- 1998 - wpis do National Sprint Car Hall of Fame
- 2000 - wpis do Motorsports Hall of Fame of America

## Starty w Indianapolis 500
| Rok  | Nr | Kwalifikacje | Wynik | Okr. | Lider | Uwagi                             |
| ---- | -- | ------------ | ----- | ---- | ----- | --------------------------------- |
| 1940 | 28 | 14           | 13    | 192  | 0     |                                   |
| 1941 | 28 | 33           | 33    | 0    | 0     | nie wystartował                   |
| 1946 | 32 | 3            | 31    | 18   | 0     | układ smarowania                  |
| 1948 | 76 | 15           | 26    | 34   | 0     | sprzęgło                          |
| 1949 | 18 | 23           | 30    | 20   | 0     | wycieki oleju                     |
| 1950 | 23 | 25           | 30    | 42   | 0     | ciśnienie oleju                   |
| 1951 | 25 | 12           | 12    | 135  | 0     | wypadek                           |
| 1952 | 18 | 5            | 3     | 200  | 0     |                                   |
| 1953 | 3  | 9            | 3     | 200  | 3     | współdzielony z Duane’em Carterem |
| 1954 | 1  | 10           | 20    | 191  | 1     | wypadek                           |
| 1955 | 8  | 6            | 19    | 134  | 0     | skrzynia biegów                   |
| 1956 | 4  | 13           | 2     | 200  | 0     |                                   |
| 1957 | 9  | 13           | 1     | 200  | 136   |                                   |

## Wyniki w Formule 1
| Legenda oznaczeń w tabelach wyników Wyświetl szablon na nowej stronie | Legenda oznaczeń w tabelach wyników Wyświetl szablon na nowej stronie                                                                     |
| Oznaczenie                                                            | Wyjaśnienie |
| --------------------------------------------------------------------- | --- |
| Złoty                                                                 | Zwycięzca lub mistrzostwo |
| Srebrny                                                               | 2. miejsce lub wicemistrzostwo |
| Brązowy                                                               | 3. miejsce lub II wicemistrzostwo |
| Zielony                                                               | Ukończył, punktował (w klasyfikacji generalnej, gdy zdobył co najmniej jeden punkt na przestrzeni sezonu, poza trzema powyższymi opcjami) |
| Niebieski                                                             | Ukończył, nie punktował (w klasyfikacji generalnej, gdy nie zdobył co najmniej jednego punktu na przestrzeni sezonu)                      |
| Czerwony                                                              | Nie zakwalifikował się (NZ) |
| Czerwony                                                              | Nie prekwalifikował się (NPK) |
| Różowy                                                                | Nie ukończył (NU) |
| Różowy                                                                | Niesklasyfikowany (NS) (w klasyfikacji generalnej, gdy nie został sklasyfikowany w żadnym wyścigu sezonu)                                 |
| Czarny                                                                | Zdyskwalifikowany (DK) |
| Czarny                                                                | Wykluczony (WYK/EX) |
| Biały                                                                 | Nie wystartował (NW) |
| Biały                                                                 | Kontuzjowany (K/INJ) |
| Biały                                                                 | Wyścig odwołany (OD/C) |
| Bez koloru                                                            | Został wycofany (WYC/WD) |
| Bez koloru                                                            | Nie przybył (NP/DNA) |
| Bez koloru                                                            | Nie brał udziału w treningach (NT/DNP) |
| Bez koloru                                                            | Nie został zgłoszony (–) |
| Pogrubienie                                                           | Start z pole position |
| Kursywa                                                               | Najszybsze okrążenie wyścigu |
| †                                                                     | Nie ukończył, ale jego rezultat został zaliczony ze względu na przejechanie więcej niż 90% dystansu wyścigu.                              |
| *                                                                     | Sezon w trakcie |
| 1/2/3                                                                 | Punktowana pozycja w sprincie kwalifikacyjnym                                                                                             |
| Lista systemów punktacji Formuły 1                                    | |

| Rok  | Zespół        | Samochód          | Silnik         | 1   | 2      | 3      | 4   | 5   | 6   | 7   | 8   | 9   | Msc. | Pkt. |
| ---- | ------------- | ----------------- | -------------- | --- | ------ | ------ | --- | --- | --- | --- | --- | --- | ---- | ---- |
| 1950 | Milt Marion   | Kurtis Kraft 2000 | Offenhauser R4 | GBR | MCO    | 500 NU | CHE | BEL | FRA | ITA |     |     | –    | 0    |
| 1951 | Peter Schmidt | Kurtis Kraft 3000 | Offenhauser R4 | CHE | 500 NU | BEL    | FRA | GBR | DEU | ITA | ESP |     | –    | 0    |
| 1952 | Ed Walsh      | Kurtis Kraft 3000 | Offenhauser R4 | CHE | 500 3  | BEL    | FRA | GBR | DEU | NLD | ITA |     | 12   | 4    |
| 1953 | Ed Walsh      | Kurtis Kraft 4000 | Offenhauser R4 | ARG | 500 3* | NLD    | BEL | FRA | GBR | DEU | CHE | ITA | 13   | 2    |
| 1954 | Ed Walsh      | Kurtis Kraft 4000 | Offenhauser R4 | ARG | 500 20 | BEL    | FRA | GBR | DEU | CHE | ITA | ESP | –    | 0    |
| 1955 | Cars Inc.     | Kurtis Kraft 500C | Offenhauser R4 | ARG | MCO    | 500 NU | BEL | NLD | GBR | ITA |     |     | –    | 0    |
| 1956 | Cars Inc.     | Kurtis Kraft 500C | Offenhauser R4 | ARG | MCO    | 500 2  | BEL | NLD | GBR | DEU | ITA |     | 7    | 6    |
| 1957 | George Salih  | Epperly           | Offenhauser R4 | ARG | MCO    | 500 1  | NLD | GBR | DEU | PES | ITA |     | 8    | 8    |

* – samochód współdzielony z Duane’em Carterem